# روبرتو روتشا
روبرتو روتشا (بالبرتغالية: Roberto Rocha‏) هو سياسي برازيلي، ولد في 4 أغسطس 1965 في ساو لويز في البرازيل. حزبياً، نشط في الحزب الاشتراكي البرازيلي. وقد انتخب عضو مجلس النواب البرازيلي ‏ وانتخب عضو مجلس الشيوخ من البرازيل عن دائرة Maranhão ‏ وقد انضم خلال فترته النيابية ‏  للكتلة البرلمانية الحزب الديمقراطي الاجتماعي البرازيلي.